# Jindřich Balcar
Jindřich Balcar (22. března 1950, Jablonec nad Nisou - 22. listopadu 2013) byl český skokan na lyžích, reprezentant Československa. Jeho bratr Jaroslav Balcar byl také lyžařský reprezentant. Skoku na lyžích se věnoval i jeho syn Jan Balcar.

## Sportovní kariéra
Zúčastnil se olympijských her v Innsbrucku roku 1976, v závodě na velkém můstku skončil na dvacátem sedmém místě. V sedmdesátých letech dvacátého století byl členem reprezentačního týmu československých skokanů vedených Jáchymem Bulínem. Startoval na Mistrovství světa v klasickém lyžování ve Falunu v roce 1974, kde skončil na 17. místě, a na Intersport-turné v letech 1975 a 1976. Až do svého těžkého zranění na libereckém Ještědu v roce 1977 startoval i na dalších domácích i zahraničních závodech. Byl prvním českým skokanem, který v roce 1974 zvítězil v mezinárodním závodě na tehdejším největším můstku s umělou hmotou na světě s kritickým bodem K 90 m ve Frenštátu. Vítězství zopakoval i v roce 1976.